# 仲昔今帰仁按司丘春
仲昔今帰仁按司丘春（なかむかしなきじんあじきゅうしゅん/おかはる、ウクハル、生没年不詳）は13世紀末から14世紀初頭のグスク時代、中北山の時代の人物。今帰仁按司、4代目北山世主。童名は千代松。

## 概要
英祖王は沖縄島北部の監視、統治のために次男の湧川王子を今帰仁城に置き、初代北山世主となった。
3代目北山世主今帰仁按司一世にはなかなか子供ができなかったが、病の床についたときについに正室が身ごもる。しかし、子供が生まれる前に今帰仁按司一世がなくなっていまう。そうして生まれたのが千代松、後の丘春と伝わる。
千代松の誕生祝の宴の際に重臣の本部大主がクーデターを起こし、今帰仁按司一世の正室は志慶真川に身を投げ込み自殺、千代松は側室の志慶真乙樽に抱えられ重臣の潮平大主とともに逃げ、クバの御嶽の岩屋にかくれ朝を待ち、恩納の忠臣、山田大主を頼り逃げ延びる。
しかし千代松が山田大主のところで8歳になった時、今帰仁城主となった本部大主が討手を差し向けたという噂が流れたので、千代松は名を丘春と改め北谷間切の砂辺村の渡具知泊城（読谷の大木徳武佐という説もある）へ落ち延び、今帰仁奪還の好機が来るのを待った。それから10年後、18歳になった丘春は大宜味で旧臣たちが集まって旗揚げし準備した事を知り、勘手納港に旧臣を集め3千の大軍を旗揚げし、この勢いに城中の兵は戦意を失い城は落ちた。身を潜めていた乙樽も城内に駆けつけ、後に乙樽は忠誠と情けの深さに「神人」の位を授かった。この一連の出来事が北山騒動と呼ばれる。
丘春は城主となった後、その座を息子の今帰仁仲宗根若按司に譲り、自身は渡具知泊城に隠居するが、今帰仁仲宗根若按司は1322年（至治2年）に丘春の従兄弟で羽地按司の怕尼芝に攻められ今帰仁城が奪われた。これにより中北山の時代が終わり北山王国（後北山）の時代が始まった。

## 系譜
- 曽祖父：湧川王子
- 祖父：湧川按司一世（今帰仁城主、北山王（北山世主））
  - 父：今帰仁按司一世（今帰仁城主、北山王（北山世主）
    - 仲昔今帰仁按司丘春
      - 子：今帰仁仲宗根若按司（今帰仁城主、怕尼芝との戦いの末に戦死） - 伝護佐丸の曽祖父
        - 孫：今帰仁王子（後の伊覇按司一世）
          - 曽孫：伊覇按司二世
            - 玄孫：伊覇按司三世
              - 来孫：伊覇按司四世
                - 昆孫：伊覇按司五世

            - 玄孫：山田按司
              - 来孫：伊寿留按司
              - 来孫：護佐丸盛春
              - 来孫：安里大親清信

          - 曽孫：山田按司
          - 曽孫：大湾按司
          - 曽孫：安慶名大川按司一世
            - 玄孫：安慶名大川按司二世
              - 来孫：安慶名大川按司三世

          - 曽孫：勝連の伊覇按司
          - 曽孫：真鍋樽（尚巴志王の妃）

      - 子：天願按司
      - 子：大宜味按司
        - 孫：大宜味若按司

      - 子：玉城按司
      - 子：大里按司

    - 兄弟：名護按司
    - 兄弟：羽地按司
    - 兄弟：國頭按司
    - 兄弟：大里按司
    - 兄弟：大川按司
    - 兄弟：津喜武田按司

  - 叔父：屋良先大川按司一世
  - 叔父：湧川按司二世
    - 従兄弟：怕尼芝（羽地按司、初代後北山王）
      - 甥：珉（2代目 後北山王）
        - 又甥：攀安知（3代目 後北山王）

  - 叔父：今帰仁子
  - 叔父：羽地按司
  - 叔父：國頭按司
  - 叔父：喜舎場主
    - 従兄弟：喜舎場子

  - 叔父：川端イッパー（志慶真樽金）
    - 従兄弟：先川端按司
      - 甥：川端按司